# Tako
Tako es un grupo zaragozano fundado en Ejea de los Caballeros en 1984. Su estilo se basa en un rock sencillo, nutrido de letras de gran contenido poético y social que se acercan al rock urbano.
Es uno de los grupos aragoneses más prolíficos de todos los tiempos y máximos exponentes, junto a Héroes del Silencio, del rock maño. En su tierra gozan de un gran seguimiento, llenando cualquier concierto y siendo habitualmente contratados en múltiples celebraciones y festivales, como las Fiestas del Pilar en Zaragoza. A nivel nacional, también ostentan cierta fama, sobre todo a raíz de su tercer álbum, A las puertas del deseo, que en 1989 permitió a Tako romper las fronteras de su comunidad.

## Historia

### Comienzos
Los Tako comenzaron su andadura en 1984, cuando la formación original, compuesta por Mariano Gil (voz y guitarra), Fernando Ros (bajo), José Alfredo Rey (guitarra solista) y Pedro Segura (batería) se juntó para actuar en una fiesta de estudiantes. El grupo comenzó a componer sus primeros temas, grabando en Barcelona en 1985 su primer disco, bautizado como Me lo acabo de inventar; una maqueta llena de rock simple y de sonido sucio, con letras directas y sencillas, pero en este momento, José Alfredo Rey había dejado el grupo, siendo sustituido por Nacho Miana. Comenzaron entonces a dar conciertos en los que las versiones de ACDC o WASP fueron dejando paso a sus temas propios.

### Tako
En 1986, Fernando Ros dejó el grupo y fue sustituido por Nacho Miana, quien tan solo un año antes, se había incorporado a este como guitarra solista; a causa de este cambio, Tako se quedó sin guitarrista, por lo que fichó a Carlos Tejero para suplir el puesto de Ros.
Tras varias actuaciones, reunieron dinero para grabar su segundo disco y primer LP de nombre homónimo, con el que consiguieron empezar a sonar en alguna emisora y a darse a conocer en los periódicos. En este álbum destacan temas como Poeta Nocturno (himno de la banda) o La dama de blanco. Durante los dos años siguientes se dedicaron a actuar frenéticamente, sin tiempo para componer y frenados por el servicio militar obligatorio.

### A las puertas del deseoyAtakando
Ya en 1989, con Nacho Jiménez en los teclados, grabaron en el mismo estudio: A las puertas del deseo, que contiene muchos de los temas imprescindibles de la banda, como A las puertas del deseo o El enterrador, las cuales, son coreadas allí a donde van. Con este disco lograron un gran éxito en Aragón, además de abrirse camino en otras regiones como Navarra y La Rioja. Durante este año y el siguiente, continuaron ofreciendo una gran cantidad de actuaciones, tocando junto a las grandes bandas del país como Ñu, Los Suaves o Pedro Botero. Además, en 1990, grabaron un EP en directo llamado Atakando, que apenas tuvo repercusión y del que existen escasas copias.

### No son horas de pescar
En 1991 volvieron a la carga con un nuevo disco: No son horas de pescar, su tercer LP, que cuenta con las colaboraciones de Rosendo Mercado y de Boni Hernández. El disco fue presentado con éxito en la Plaza de toros de Zaragoza, con la participación de Rosendo. Tras esto, su bajista Nacho Miana dejó la banda por problemas de espalda, dejando a los mandos del bajo eléctrico a Fernando Mainer, quien continua con Tako a día de hoy, compaginando su trabajo con Mägo de Oz.

### Todos contra todos,RecopilatorioyVeneno
En 1992 sacaron nuevo disco, titulado Todos contra todos, en el que destacan temas como Carpintero de condenas y Todos contra todos. Este año y los tres siguientes, fueron tiempos de cambio para el grupo, en los que cambiaron dos veces de sello discográfico y salió Pedro Segura (batería), para ser reemplazado por el baterista profesional José Antonio Querol, quien ha trabajado con Paloma San Basilio y Amaral, entre otros artistas conocidos. Años más tarde, Pedro Segura haría las labores de mánager. Durante este tiempo, grabaron además un recopilatorio con los mejores temas de la banda y algunas composiciones nuevas, titulándolo: Recopilatorio.
Esta nueva formación compuesta por Mariano Gil, Nacho Jiménez, Pablo Moreno, Fernando Mainer y José Antonio Querol duró unos cuatro años, hasta que el batería José Antonio Querol se traslada a Los Angeles, por lo que le substituye Pedro Peralta. Querol volvió a tocar con la banda el periodo de 2001 a 2003, año en el que, finalmente, Querol decide abandonar la banda para hacer frente a una intensa agenda profesional con otros grupos.
En 1996, volvieron al estudio de grabación para editar Veneno. José Antonio Querol se traslada a Los Ángeles (USA), por lo que no puede grabar el disco, a pesar de que participó activamente en toda la preproducción de un disco más maduro, en el que se apreció una evolución clara de la banda. Es un trabajo muy alabado por sus seguidores. Destacan de este álbum temas como Piel de cordero, Pinta hierros o Insuficiente.

### Primeras grabacionesyEl club de los inquietos
Tras 4 años de actuaciones, durante los cuales salió al mercado un nuevo recopilatorio: Primeras grabaciones, Tako volvió a editar nuevo material en el año 2000, con El club de los inquietos. Este nuevo trabajo contó con un sonido más melódico, aunque no perdió las raíces roqueras de la banda. Un de los temas de este disco, llamado Balas de Vodka, llegó a ser número uno en las emisoras nacionales.

### Donde el viento nos lleveyJaque
En 2003 publicaron Donde el viento nos lleve, un nuevo disco que contó con buenos temas como Cara de niño y Perro Solitario, aunque por desgracia, la promoción del disco fue pésima. Fueron tiempos duros para el grupo, que abandonó la discográfica Az Records creando un sello propio, al que bautizaron como Junta Versos Récords, produciendo entre 2004 y 2005 su duodécimo trabajo: Jaque. Este disco contiene algunas canciones imprescindibles de la banda como Con dios y con el diablo y Colorín colorao.
Con este álbum se fueron de gira por primera vez a Sudamérica, consiguiendo un notable seguimiento y destacando el éxito de su incursión en Argentina, donde ofrecieron múltiples actuaciones. El año siguiente lo pasaron de gira, con el fin de presentar Jaque, destacando actuaciones como la de Buenos Aires, ante 30.000 personas y su participación como teloneros de Motley Crüe en Zaragoza. También actuaron en las Fiestas del Pilar ante más de 120.000 personas.
Antes de viajar a Sudamérica, Pablo Moreno (guitarrista), dejó el grupo para ser sustituido por Iñigo Zubizarreta, quien compagina su trabajo en Tako con Soziedad Alkoholika desde 2009. Además, Fran Sanz, batería del grupo, no pudo viajar debido a motivos familiares, con lo que el batería Miguel Isaac, tuvo que acompañar a estos para poder realizar la gira en América.

### 13yTakorce

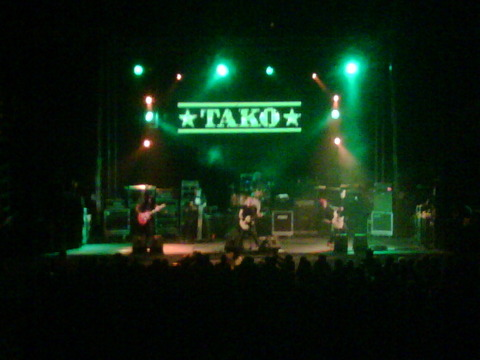
Actuación en directo de Tako en 2011.

En 2007 sacaron su disco 13, en el que sobresalen sobre todo dos composiciones: La mitad de mis espejos, sentimental balada que siempre incluyen en sus conciertos y Sin tanto ruido, dedicada al Real Zaragoza por su 75 aniversario. Al año siguiente salió a la luz su disco Takorce, grabado en directo el 12 de octubre ante más de 24.000 personas en Zaragoza; siendo su primer disco en directo.

### El taller de los caprichos
Tras dos años sin editar nuevo material, los Tako, volvieron una vez más en 2010 para editar El taller de los caprichos, un disco mucho más maduro, potente y sincero, que consigue acercar el sonido de estudio de la banda al conseguido en sus directos. Este trabajo cuenta también con destacadas composiciones como Bastos y espadas y La tormenta, aunque no llegan al nivel de los clásicos de la banda, haciendo que no suelan aparecer en sus conciertos.
El año 2011, lo pasaron actuando junto a Los Suaves y La Fuga, en la gira Rock a 3 bandas, que les llevó por todo el territorio nacional.

### Las campanas de la vergüenza
Por último, en 2012 llegó Las campanas de la vergüenza (último trabajo de la banda hasta la fecha), siendo recibido con ilusión por sus seguidores y bien valorado por la crítica, confirmando el buen estado de forma de la banda. Se trata de un disco con un fuerte contenido social e influido por la crisis. En palabras del propio Mariano Gil: «En los días que estamos es inevitable escribir cómo está el mundo...».
Destacan en este álbum temas como 2007, que habla directamente sobre la crisis; El alma atada, con el consiguen el premio al mejor tema musical en los Premios de la música aragonesa, y Miénteme, tema muy roquero, en el que se miran con cariño las mentiras piadosas de una mujer.
Con este disco iniciaron una gira por España, a la que pusieron final en Zaragoza el 11 de mayo de 2013 con su participación en el Actitude Rock, donde actuaron junto a grandes bandas como Los Suaves y Marky Ramone, ante un número aceptable de incondicionales.
El 28 de marzo de 2014, Tako actuó por primera vez en México, en el festival Vive Latino 2014, uno de los festivales más importantes en Iberoamérica.

### Hilo de cobre
Es un nuevo trabajo de la banda aragonesa producida de la misma manera que el disco
anterior (30 pasos) por Daniel Alcover. En este nuevo disco se integran 10 canciones de producción mucho más directa y con esa poesía tan especial marca oficial del grupo. El disco empieza con la canción Sopa de Perro de manera autobiográfica. La canción Mala Fe critica los
fanatismos religiosos que hoy en día se dan, de manera que usa la Lutheria. La flor de la
Sinceridad, critica los bodorrios fastuosos a través de los ojos de un fotógrafo. Demuestran
también como la banda siguió los pasos de su ídolo (Chuck Berry) en la canción Hierro Negro.
De otra manera busca la defensa del grupo LGBT en Prohibido Fingir, un título bastante
adecuado sabiendo el tema de la canción. Por último, cabe destacar las canciones Resiliencia
para explicar la palabra como sentido de supervivencia del más apto y La Niebla, canción que con
simplemente unas guitarras acústicas y la voz de Mariano Gil (Rones) habla de una rutina que
marchita la sociedad poco a poco.
Hilo de cobre ha sido catalogado como el mejor Álbum de Tako hasta la fecha, aunque sus fanes todavía tienen esperanza de que se vuelvan a superar.
En 2019 Mariano Gil comienza a compaginar sus actuaciones con Tako con un proyecto en acústico al que llama 9 Dedos en el que interpreta canciones de toda la discografía de Tako pero en formato acústico y acompañado de Roberto Flores a la guitarra y coros.

### Antología (Ayer hoy por Siempre)
Durante el parón de la pandemia que coincide con el triste fallecimiento del Primer Batería de la banda Pedro Segura la banda hace un ejercicio de introspección y le homenajea publicando un doble lp, una edición limitada  en un formato de lujo con canciones escogidas por la propia banda fotos inéditas y dos temas nuevos "Aunque nos cueste la vida" y "la Isla" como adelanto de lo que será su nuevo trabajo. 

### Porque Sí
PORQUE SÍ supone una evolución de TAKO hacia un sonido más grande y contundente, cercano al que suele escuchar la banda en sus referencias anglosajonas. La producción del disco ha sido realizada por Diego García, productor recientemente nominado a los Premios Grammy Latino, Javier López (4 nominaciones a Grammy Latinos) y Lorenzo Cortés Concha (premiado en Cannes e ITFFA). A lo largo del disco podemos descubrir el Rock and Roll con marca propia de TAKO sonando como nunca. Canciones como la emotiva "Ponte en mi piel" o la descarada "Me sube" han marcado records de escuchas para la banda. 

## Discografía
- (1985) - Me lo acabo de inventar
- (1986) - Tako
- (1989) - A las puertas del deseo
- (1990) - Atakando
- (1991) - No son horas de pescar
- (1993) - Todos contra todos
- (1995) - Recopilatorio (recopilatorio)
- (1996) - Veneno
- (1999) - El club de los inquietos
- (2000) - Primeras grabaciones (recopilatorio)
- (2003) - Donde el viento nos lleve
- (2005) - Jaque
- (2007) - 13
- (2008) - Takorce (en directo)
- (2010) - El taller de los caprichos
- (2012) - Las campanas de la vergüenza[10]
- (2016) - 30 pasos
- (2018) - Hilo de Cobre
- (2021) - "Ayer Hoy Por Siempre" (LP Doble de edición limitada)
- (2023) - Porque Sí

El sonido de Tako es muy personal y característico, aunque hay quien ha llegado a calificarlos como un grupo de pop-rock. Lo cierto, es que generalmente su estilo es considerado como rock e incluso como Rock Urbano, debido a la marcada carga social de algunas de sus letras, sobre todo en su disco Las campanas de la vergüenza. Con todo, su música ha estado en constante evolución desde el comienzo de su carrera hasta hoy.
En un esfuerzo por definir su música, se podría hacer una distinción en tres etapas:

### Primera etapa (1985-1988)
El estilo de Tako se basa en un rock sencillo, guitarrero, sucio y de letras claras y directas. Se enmarcarían en este periodo los dos discos que sacaron: Me lo acabo de inventar y Tako.

### Segunda etapa (1989-1995)
El sonido del grupo se sofistica y adquiere además matices más melódicos, a raíz de la llegada de Nacho Jiménez a los teclados. También comienza a aumentar el carácter poético de las letras. Pertenecen a esta fase todos los LP editados en este tiempo, destacando A las puertas del deseo, que marca el comienzo de esta etapa y comienza a dar fama al grupo.

### Tercera etapa (1996-actualidad)
Viven de las canciones del ayer